# اصلاح‌طلبی در ایران
اصلاح خواهی یا اصلاح‌طلبی در ایران، یک رویکرد فکری و الگوی کنش اجتماعی-سیاسی ریشه‌دار است که قدمت آن به پیش از مواجهه با مدرنیته می‌رسد و نمایانگر تلاش‌های مستمر ایرانیان برای ایجاد بهبود و تغییرات مثبت از طریق رویکردهای تدریجی، حساب شده و درون‌سیستمی با دفاع و حفاظت از جبنه‌های مثبت نهادها، سنت‌ها، ارزش‌ها و در یک‌کلام هویت ایرانیان در مقابل تحول خواهی انقلابی و اقدامات و جنبش‌های زاییده آن است.
اصلاح طلبی نوعی رویکرد محافظه‌کارانه است، و در ایران متمایز با جناح سیاسی چپ در ایران است که از اواخر دهه ۷۰ با اقتباس اصطلاح «اصلاح طلب» سعی در متمایز کردن خود با گذشته این جناح و گفتمان سازی برای دولت وقت نمود. اصلاح طلبی در ایران یک جریان فکری است که به شکل گسترده بعد از جنگ‌های ایران و روس و شکست ایران در سطح جامعه ظهور و بروز کرد و تا امروز ادامه دارد.

## تاریخچه اصلاح طلبی در ایران
تلاش‌هایی که از زمان شاه عباس یکم (۱۵۸۷–۱۶۲۹ میلادی) انجام یافت و توسط او اصلاح طلبی خوانده شد، پیگیری تغییراتی بود که وضع موجود را تثبیت می‌کرد و این اولین خواسته محافظه کاران بود. این تغییرات تدریجی گرچه جنبه رشد و توسعه داشتند ولی به هیچ وجه بنیادی نبودند. از دیگر نمونه‌های دیگر اصلاح طلبی در ایران، همچون عباس میرزا و امیرکبیر نیز چیزی جز اصلاحات غیر بنیادی و فرهنگی محور و تدریجی نمی‌توان یافت.
در زمان فتحعلی‌شاه تحت اجبارهای محیطی و شکست ایران در جنگ‌هایی با روسیه، ضرورت تغییرات اساسی در سازمان دفاعی احساس شد و شیوه جدید دفاعی براساس آموزه‌ها و تجهیزات غربی، به تدریج نظام اقتداری مسلط بر لشکر و کشور را که بر مبنای عصبیت قومی و طایفه‌ای و سلسله مراتب سنتی بود به زیر سؤال برد. فتحعلی شاه تلاش‌هایی را نیز در جهت برداشتن فاصله ایجاد شده میان دولت و علما به عمل آورد نظیر ساختن مساجد و اماکن مذهبی جدید تا از علما به عنوان عامل مشروعیت بخشی حکومت خویش بهره ببرد. اصلاحات در این دوره، هر چند از سوی دولت صورت گرفت اما حتی همان دیوان سالاری بسیار ابتدایی قاجار را مورد بازنگری قرار نداد.
حتی اگر رضاشاه را بزرگ‌ترین اصلاح طلب ایران بنامیم او نیز در نهایت اصلاح طلبی متفاوتی با نظر برنشتاین را نمایش می‌دهد. به نظر می‌رسد این اصلاح طلبی ریشه در فرهنگ خودمحوری شرقی دارد. در کتاب موانع توسعه سیاسی در ایران نوشته حسین بشیریه به‌طور مشروح در مورد شکست اصلاح طلبی بحث شده است. این ریشه‌های فرهنگی ساختار مفهومی جدیدی برای اصلاح طلبی در ایران ساخته است.
در ایران شاید تنها کسی که با اندیشه‌های اصلاح طلبی اصیل آشنا بود و تلاش‌هایش تا حد زیادی در راستای تغییرات تدریجی و بنیادی پیش رفت، محمد مصدق بود. البته بسیاری از تحلیل‌گران، مصدق را محافظه‌کار می‌دانند با این وجود در واقع مصدق که در بستر تحولات انقلاب مشروطه رشد کرده بود و از تبعات چنین انقلاب‌هایی آگاه بود به سوسیال دموکرات‌ها گرایش پیدا کرده بود. او بارها در مضرات انقلاب و شکستن ناگهانی ساختارها سخن گفته بود و شاید بتوان گفت مصدق اولین کسی بود که مفهوم اصلاح طلبی را در ایران به شکل مدرن و برنشتاینی آن بنیان گذاشت. در کتاب خاطرات فاطمی، به دفعات از مصدق نقل شده بود که مشی من اصلاح طلبیست. اما با این وجود گرایش او به اندیشه‌های سوسیال دموکرات و همچنین وقوع جنگ سرد میان دو قطب ایدئولوژی باعث شد اصلاح طلبی با دخالت دول غربی و نیز تحریکات شوروی ناکام بماند و در کودتای ۲۸ مرداد ۱۳۳۲ این گرایش به کلی توسط محافظه کاران حذف شود.
پس از آن دوباره مفهوم اصلاح طلبی دراوایل دهه ۴۰ شمسی توسط محمدرضا پهلوی مطرح شد. او نیز همچون پدرش نتوانست تغییر عمده‌ای در ساختارهای سیاسی و اجتماعی ایران ایجاد کند. تغییرات فرهنگی و اقتصادی هم آنقدر نبود که بتوان گفت ساختارهای بنیادی آن تغییر کرده است؛ بنابراین شاه که اصلاحات را ناکام یافته است تصمیم می‌گیرد این ساختارها را با برنامه‌ای به نام انقلاب سفید یا انقلاب شاه و مردم پی بگیرد.
همایون امینی پسر علی امینی در کتاب بربال بحران بخشی ازین تلاش برای اصلاح را نمایش می‌دهد و اصلاح طلبی را در ایران نوعی نومحافظه کاری می‌خواند.

## قائم مقام فراهانی و میرزاتقی خان امیرکبیر
قائم‌مقام فراهانی و امیرکبیر شخصیت‌هایی آگاه و فاقد عصبیت قومی بودند که با قدرت گرفتن در دربار قاجار کوشیدند با تکیه بر تحولات دنیای معاصر، نظام سیاسی اجتماعی ایران را اصلاح کنند و با اقداماتشان در عرصه فرهنگی و فکری نشان دادند درک واقع بینانه تری از مفهوم تجدد دارند. تلاش وافر امیر کبیر صرف تکوین دولتی قوی شد، دولتی که با بازگرداندن نظم به سراسر کشور، مقدمه اصلاحات اجتماعی و اقتصادی را فراهم سازد.
1. اصلاحات سیاسی، بازسازی و تجدید سازمان ارتش، اعزام گروهی از کارگران متخصص به اروپا برای فراگیری تکنولوژی جدید تولید سلاح.
2. تجدید سازمان دستگاه دیوانی، تعویض تعدادی از حاکمان خودسر، جلوگیری از گرفتن مالیات‌های غیرقانونی، اصلاح نظام پرداخت‌ها، محدود کردن قدرت علما در امر قضا و…
3. اصلاحات اقتصادی، تأسیس صنایع ملی، احداث کارخانه‌ها، اصلاح نظام مالیاتی، ساختن راه‌های جدید و در نتیجه ارتباط سریع تر بین بازارها، موضع مالیات بر کالاهای خارجی برای پشتیبانی از رشد تولید داخلی.
4. اصلاحات اجتماعی، تأسیس نخستین مدرسه علوم به نام دارالفنون که آموزش و پرورش به سبک اروپایی را ارائه می‌داد، محدود کردن منابع نفوذ علما در میان مردم مانند تعزیه و بست نشینی و راه اندازی نخستین نشریه ایرانی به نام وقایع اتفاقیه.

اصلاحات سیاسی امیر کبیر متوجه عقلانی کردن دیوان‌سالاری پدر سالار و کم کردن نقش شاه در مسائل سیاسی بود. در پرداختن به مسئله نوسازی ایران از دوران صدارت امیرکبیر به عنوان مهم‌ترین دوره در فرایند نوسازی ایران و تحکیم قدرت دولت یاد می‌شود. اصلاحات امیرکبیر اصلاحاتی از بالا و نخبه گرایانه بود و به همین جهت با زدن رگ امیرکبیر، رگ فرایند اصلاحات نیز قطع شد.

## اصلاحات در دوره رضاشاه

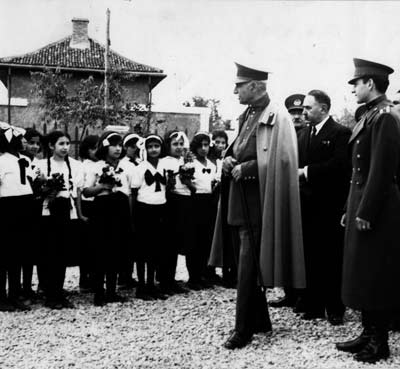
بازدید رضاشاه و ولیعهدش از صف دانش آموزان در استان مازندران
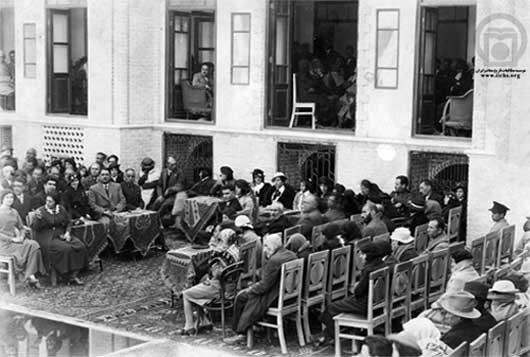
جشن کشف حجاب در قم

رضاشاه در کنار تغییرات اساسی در نظامات اداری، نظامی و اقتصادی به تغییر فرهنگ کشور براساس مدل‌های غربی پرداخت. تأسیس و گسترش مدارس ابتدایی، متوسطه و عالی و اجباری کردن تحصیلات ابتدایی، اعزام دانشجو به خارج، تغییرات لباس مردان و زنان، مبارزه با روحانیت و حوزه‌های علمیه و مبارزه با بسیاری از اعتقادات و باورهای سنتی از جمله تغییرات اساسی بود که وی در کشور به اجرا گذاشت. با اقدامات رضاشاه سنت و مدرنیته، ارزش‌های غربی و ایرانی رویاروی هم قرار گرفتند و این جدال و چالش به صورت بحران تاکنون تداوم یافته است. اصلاحات مطروحه در زمان رضاشاه خاصه در زمینه‌های اجتماعی، اداری و اقتصادی توانست جامعه به شدت پراکنده و عشیره‌ای دوران قاجاری را مبدل کند به ملتی کم وبیش منسجم که این انسجام بیشتر در لوای نمادهای فرهنگی چون پرچم، زبان، خط و مواریث فرهنگی و ملی‌گرایی عینیت یافته و تعقیب می‌شد. ویژگی‌های نوسازی پهلوی اول (رضاشاه):
1. تبدیل ساختار ایلی به ساختار مدرن
2. ضدیت روشنفکران با نیروهای مذهبی در دفاع از حاکمیت سیاسی
3. حضور سامان یافته کشورهای خارجی در ایران
4. حضور کمتر روحانیون
5. حاکمیت سیاسی مدافع نوسازی

## اصلاحات دوره حکومت مصدق

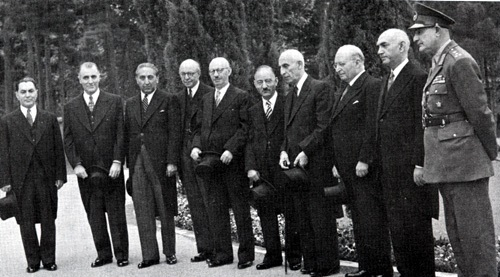
کابینه اول مصدق
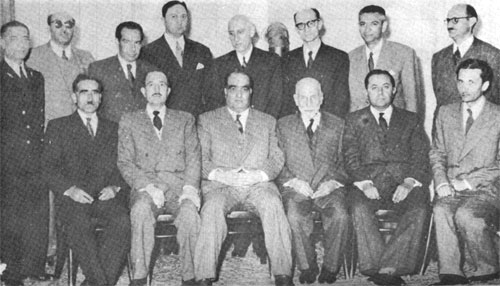
کابینه دوم مصدق

دولت ملی محمد مصدق نیز همسو با افکار عمومی جامعه بود و مستقل از قدرت‌های خارجی و لزوماً پایبند اجرای دموکراسی مبتنی بر مشروطیت. مصدق بالاترین آفت آزادی را دولتمردان اقتدارگرایی می‌دانست که مهم‌ترین عامل بازدارنده دموکراسی محسوب می‌شدند. مصدق جهت دمیدن روح استقلال، آزادی و دموکراسی در کشور اصول زیر را مدنظر داشت.
1. موازنه منفی و ملی شدن صنعت نفت در تقابل با موازنه مثبت که بر مبنای آن چنین تصور می‌شد که همان‌طور که نفت جنوب عاید انگلیس شد نفت شمال نیز باید به شوروی برسد.
2. محدود کردن قدرت شاه یا نظارت دقیق بر آن.
3. اصلاح قانون انتخابات.

در بخش اقتصاد مهم‌ترین موفقیت محمد مصدق عملی کردن برنامه اقتصاد بدون نفت بود که به رغم مانع تراشی‌های شوروی و آمریکا این امر از طریق تعدیل تجارت خارجی و گسترش میزان تولید داخلی تحقق یافت. محمد مصدق هرگز بر سر منافع ایران و مصالح توده‌های ستم کش با بیگانگان و مزدوران آن‌ها سازش نکرد.
تراژدی بزرگ دوران مصدق این بود که انرژی عظیم آزادشده مردم را در راه اجرای برنامه‌های سازنده خویش مهار و در مجاری قابل قبول هدایت نکرد.

## اصلاحات در حکومت محمدرضاشاه

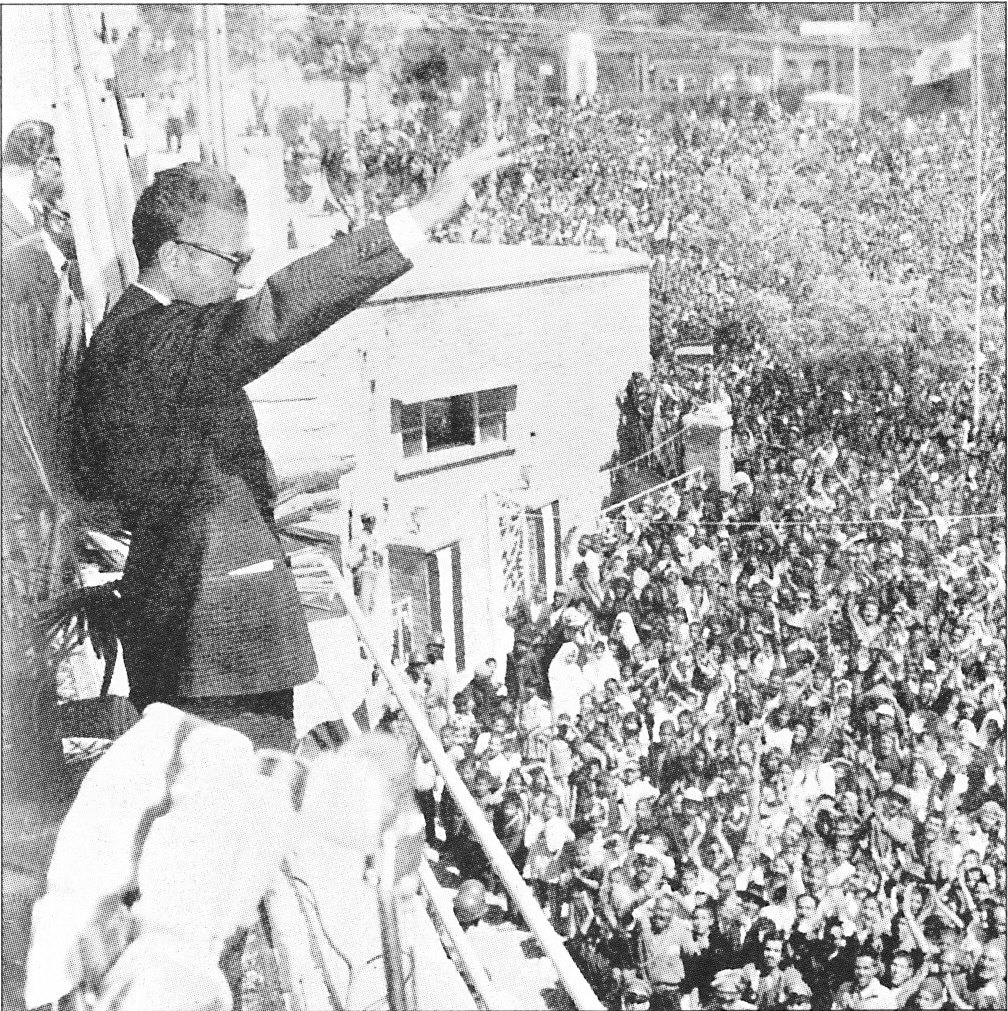
سخنرانی محمدرضا شاه پس از تصویب منشور انقلاب سفید. تهران. ۱۳۴۱
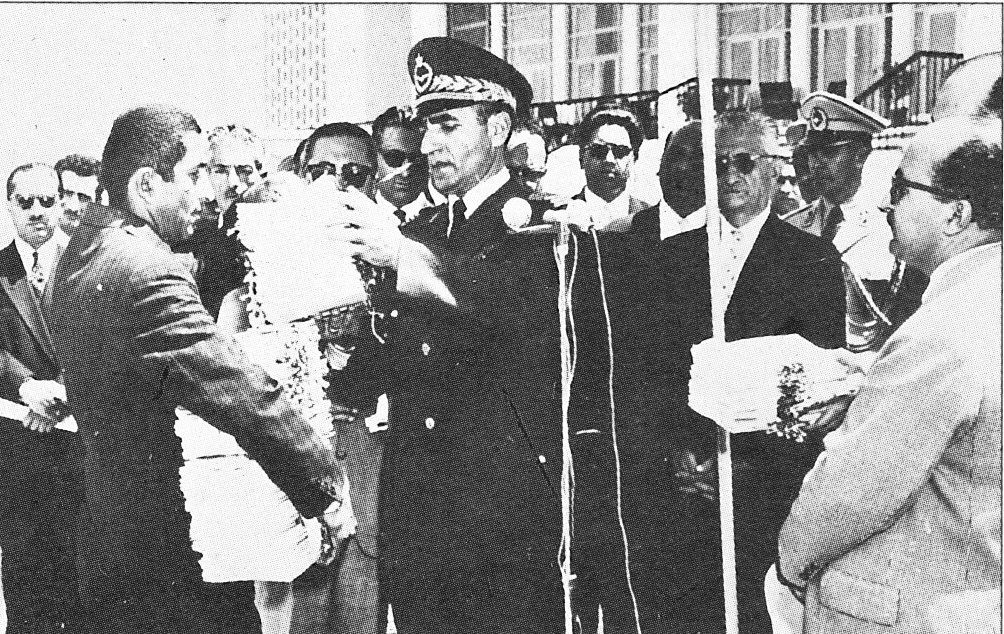
محمدرضا شاه سند مالکیت زمین‌های تقسیم شده را به کشاورزان می‌دهد.

هدف محمدرضا پهلوی از اصلاحات اقتصادی، اجتماعی و فرهنگی در واقع ایجاد جامعه مبتنی بر نظام سرمایه‌داری غرب بود. نهادهای مختلف مخصوصاً آموزش، رسانه‌های گروهی و بوروکراسی دولتی در حوزه‌های خانواده، مذهب و اقتصاد همگی در راستای سکولارسازی فرهنگی به کار گرفته شدند که در درازمدت شتاب برای زدودن فرهنگ بومی و ترویج جنبه‌های سطحی فرهنگ غربی باعث بروز سرخوردگی و طغیان در میان آحاد جامعه شد. پیامد این اصلاحات از بالا این بود که فرایند شکل‌گیری طبقه پرولتاریای فاقد آگاهی و طبقه بورژوازی را تسهیل کرد. منظور غایی اصلاحات از بالا تأمین نیازهای سیاسی دیکتاتوری تجددگرای شاه بود و نیز تأمین شرایط ضروری برای گسترش بوروکراسی به اقصی نقاط مملکت و تقویت قدرت نیروهای نظامی.

## مفهوم اصلاح طلبی پس از انقلاب ۵۷

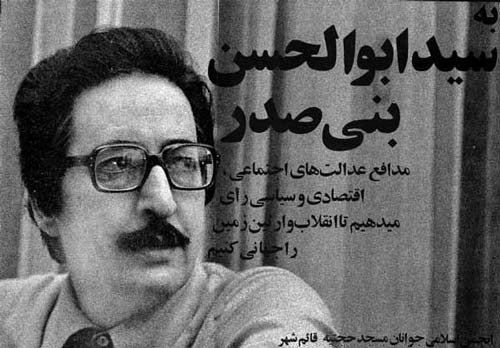
پوستر تبلیغاتی برای بنی‌صدر با شعار عدالت اجتماعی، اقتصادی و سیاسی

اصلاح طلبی اسلام‌گرا در ایران پس از انقلاب اسلامی سال ۱۳۵۷ مفهوم دیگری یافت. در اولین دولت انقلاب و پس دولت موقت، مهدی بازرگان در انتخاباتی آزاد ابوالحسن بنی صدر به ریاست جمهوری رسید. وی که در فرانسه اقتصاد خوانده بود، مدعی اصلاحاتی بنیادی چون دوباره‌سازی مراکز قدرت، از دور خارج کردن تدریجی سپاه پاسداران، دادگاه‌های انقلاب و کمیته‌ها و ادغام آن‌ها در سایر سازمان‌های دولتی، کاستن نفوذ روحانیون و همچنین ایجاد طرحی برای بهسازی و توسعه اقتصادی کشور بود. بسیاری بر این باور بودند که بنی صدر به واسطه تحصیل در فرانسه دارای گرایش‌های سوسیال دموکرات بود.
پس از سرنگونی بنی صدر، محافظه کاران و تکنوکرات‌های ایرانی حکومت را در دست گرفتند. در این دوره حاکمیت به دو بخش تقسیم شده بود؛ گروه محافظه کارتر و گروه دیگر چپ‌ها. چپ‌ها کسانی بودند که قبل از انقلاب اسلامی به گروه‌هایی چون سازمان مجاهدین خلق یا سازمان فداییان خلق نزدیک بودند و پس از انقلاب به علت اختلافات درونی منشعب شدند و سازمان‌های جدیدی یافتند برای مثال سازمان مجاهدین انقلاب اسلامی با اندیشه‌های آشکار سوسیالیستی در اقتصاد و به علت تاکیدشان بر حکومت اسلامی از سازمان مجاهدین خلق جدا شدند. در این میان در میان روحانیت هم اندیشه‌های نو اصلاح طلبی هرچند کم‌رنگ‌تر از دیگر گروهای مشهور به چپ طرفدارانی یافت. مجمع روحانیون مبارز نمونه‌ای از این گروه‌ها بودند که حامیان چپ‌ها در میان روحانیون به حساب می‌آمدند. اما در سال ۱۳۷۶ ه‍.ش یا ۱۹۹۸ م در انتخابات ریاست جمهوری، سید محمد خاتمی با شعار رسمی اصلاحات سیاسی، با اکثریتی قاطع بر سر کار آمد. دولت اصلاحات در پی آن بود که جامعه مدنی در ایران شکل گیرد و فضای مشارکتی سیاسی در ایران حاکم شود. آزادی بیشتر مطبوعات، اصلاح نظام‌نامه تحصیلات تکمیلی، شکل‌دهی نهادهای مدنی همچون شوراهای اسلامی زمینه را برای تغییر تدریجی مساعدتر کرده بود.
تجمعات اعتراضی دانشجویان در سال ۲۰۰۰م و وقوع قتل‌های سازمان یافته توسط گروه‌های فشار از جمله همین بحران‌ها بود. اما اوج قدرت دولت اصلاحات به دست آوردن اکثر کرسی‌های مجلس نمایندگان در دوره ششم انتخابات مجلس شورای اسلامی بود. در این میان یکی از بزرگ‌ترین احزاب تاریخ بعد از انقلاب یعنی جبهه مشارکت ایران اسلامی تأسیس شد
جبهه مشارکت یکی از محوری‌ترین اهرم‌های جامعه مدنی ایران در سال‌های حاکمیت دولت اصلاحات بشمار می‌آمد که بزرگ‌ترین فراکسیون حزبی را با رویکرد اصلاح طلبی در مجلس ششم راهبری می‌کرد با این وجود به علت نفوذ سنت و محافظه کاری در بخش عمده‌ای از دولت اصلاحات و اکثریت مردم ایران و همچنین خروج اصلاح طلبان تندرو از مدار اصلاح طلبی و روآوردن به رویکردهای رادیکال انقلابی و براندازی، اصلاحات نتوانست تغییرات ساختاری در حکومت ایجاد کند و صرفاً تغییراتی غیر ساختاری در حوزه فرهنگ و جامعه مدنی شکل گرفت. با روی کار آمدن دولت یازدهم، به ریاست حسن روحانی که مورد حمایت اصلاح طلبان بود، جنبش اصلاح طلبی ایران وارد مرحلهٔ جدیدی از حیات سیاسی خود شد و تعداد زیادی از اصلاح طلبان به دولت و عرصه سیاسی کشور بازگشتند.